# Harald Helfgott
Harald Andrés Helfgott Seier (Lima, Perú, 25 de noviembre de 1977) es un matemático peruano. Su principal área de investigación es la relacionada con la teoría de números. En el 2015 publicó dos trabajos que demuestran la conjetura débil de Goldbach, después de 271 años de su formulación.

## Biografía
Nació en 1977 en Lima, Perú. Es hijo de Michel Helfgott, docente de la Universidad Nacional Mayor de San Marcos y de la Universidad Estatal de Nueva York, y de Edith Seier, estadística que trabajó en dicha universidad peruana y también en el INE (actual INEI) y hermano de Federico Helfgott, antrópologo de la Universidad Nacional Mayor de San Marcos. Realizó sus primeros estudios en el colegio María Alvarado hasta cuarto grado de primaria y luego en el Colegio Alexander von Humboldt. Entre los 13 y 16 años frecuentaba grupos de estudios en las universidades de San Marcos y Católica de Lima, como preparación para torneos y olimpiadas internacionales de matemáticas. Terminó el colegio con bachillerato internacional y, además, obtuvo luego una beca de pregrado para proseguir estudios en la Universidad Brandeis en Estados Unidos. En esta estudió desde 1994 a 1998, obteniendo su B. A. summa cum laude en matemáticas y ciencias de la computación. Posterior a ello, cursó en la Universidad de Princeton desde 1998 a 2003, allí alcanzó el grado de Ph. D. en matemáticas, para lo cual contó con la asesoría de Henryk Iwaniec. Posteriormente, fue admitido en el Centre National de la Recherche Scientifique en Francia, donde actualmente, desarrolla tareas de investigación, desde el año 2010.

## Premios y reconocimientos
- En 2008 recibió el Premio Philip Leverhulme por su trabajo en teoría de números, geometría diofántica y teoría de grupos.
- En junio de 2009 recibió el Premio Whitehead de la Sociedad Matemática de Londres por sus contribuciones a la teoría de números.
- En febrero de 2011 recibió junto con Tom Sanders el Premio Adams.
- En agosto de 2013 fue reconocido como "Profesor honorario" de la Universidad Nacional Mayor de San Marcos, alma mater de sus padres y universidad donde comenzó a interesarse por las matemáticas, en mérito a sus logros y a su regular contribución a la universidad a través del dictado de conferencias y seminarios.
- En febrero de 2016 recibió el doctorado honoris causa por la Universidad Nacional de Córdoba.